# 市川團十郎 (9代目)
九代目 市川 團十郞（いちかわ だんじゅうろう、新字体：団十郎 1838年11月29日（天保9年10月13日） - 1903年（明治36年）9月13日）は、明治時代に活躍した歌舞伎役者。屋号は成田屋。定紋は三升（みます）、替紋は杏葉牡丹（ぎょよう ぼたん）。俳号に紫扇（しせん）・團州（だんしゅう）・壽海（じゅかい）・三升（さんしょう）、雅号には夜雨庵（ようあん）。本名は堀越 秀（ほりこし ひでし）。
五代目 尾上菊五郎、初代 市川左團次とともに、いわゆる「團菊左時代」を築いた。写実的な演出や史実に則した時代考証などで歌舞伎の近代化を図る一方、伝統的な江戸歌舞伎の荒事を整理して今日にまで伝わる多くの形を決定、歌舞伎を下世話な町人の娯楽から日本文化を代表する高尚な芸術の域にまで高めることに尽力した。
その数多い功績から「劇聖｣（げきせい）と謳われた。また歌舞伎の世界で単に「九代目｣（くだいめ）というと、通常はこの九代目 市川團十郎のことをさす。

## 修業時代
七代目 市川團十郎の五男で、愛人の子であったため中絶の危機にあったところを河原崎座の座元・六代目 河原崎権之助から堕ろすなら養子にほしいと請われ、生後すぐ養子となり三代目河原崎長十郎を襲名する。義父母とも長十郎の将来のためにと、幼い時より踊りや三味線、さらに書道や絵画なども学ばせた。
朝早くから夕方まで休みなしで稽古をつけられ、夜は早いうちに寝るという手厳しいもので、後に九代目自身がこの当時のことを、「体が自分のものになるのは便所に入っている時くらいのものだった」と語っている。丈夫な体が自慢だった実父の七代目 團十郎もさすがにこれを心配して意見したが、義母は平然と「他の子は砂糖漬けだが、うちは同じ砂糖漬けでも唐辛子が入ってあるよ」と答えたという。弘化2年正月（1845年2月）、8歳のとき河原崎座『魁源氏曾我手始』の小奴升平実ハ源太丸で初舞台を踏む。

## 雌伏の時代

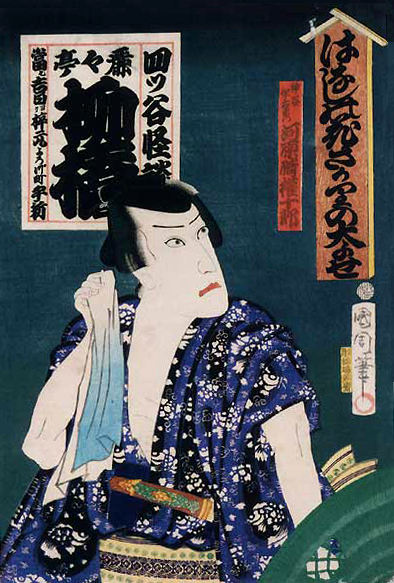
『東海道四谷怪談』の民谷伊右衛門（河原崎権十郎時代）

嘉永5年9月（1852年10月）将軍家に男子が生まれ長吉郎と名付けられたので、「長」の字をはばかり初代河原崎権十郎と改名する。その2年後、兄の八代目 市川團十郎が大坂で自殺、この頃から次弟の権十郎がゆくゆくは「市川團十郎」を襲名することが期待されるようになる。そのため養父母の教育はさらに厳しいものになり、慶応2年4月に市村座に出演中にひどい頭痛により舞台を休もうとしていたところ、養父が「貴様は何だ、役者ではないか。役者が舞台へ出るのは、武士が戦場へ行くのと同じことだ。舞台へ行って死んでこい」と叱責されて無理矢理舞台に出されたこともあったという。
その後、父の高弟だった四代目 市川小團次が後見人となる。しかし『三人吉三廓初買』のお坊吉三や、『八幡祭小望月賑』（縮屋新助）の穂積新三郎などの大役を与えられても、立ち振る舞いが堅く科白廻しにも工夫がないので「大根」だの「お茶壺権ちゃん」だのと酷評された。当時将軍家に献上される茶壺を護衛する役人の空威張りは巷では笑いの種だったが、権十郎はその役人よりもなお空威張りに見えたことを皮肉ったものである。兄の当たり役『与話情浮名横櫛』（源氏店）の与三郎を務めれば、外見は兄に似ていたが科白が重々しくて不評。『勧進帳』の弁慶を務めれば、芝居が未熟だと小團次にこっぴどく叱られる。散々の酷評に次ぐ酷評で、本人も嫌気がさして芸が伸び悩んだ。
明治元年（1868年）秋には浪人の押し入り強盗によって養父が自宅で刺し殺され、自身も納戸に隠れて九死に一生を得るという惨事に遭遇。そのときに聞いた養父の呻き声は終世忘れる事ができなかったという。そんな不幸の中で相続した河原崎座の座元という重責をこなし、翌年3月に七代目河原崎権之助を襲名する。
しかし4年後には義母の甥にあたる河原崎蝠次郎に八代目を譲り、自らは河原崎三升を名乗る。翌 1874年（明治7年）には非業の死を遂げた養父の遺志を継いで、安政2年（1855年）の失火全焼以後20年来絶えていた河原崎座を芝新堀町に再興。これを養家への置き土産に実家の市川宗家に戻り、同年7月、37歳のとき、九代目 市川團十郎を襲名した。河原崎座での当月の披露演目は、「新舞台巌楠」の備後三郎、和田正遠、楠木正成三役に、「袖浦恋紀行」の里見主膳、奴和平二役、興行半ばより「一谷嫩軍記」熊谷直実。襲名後に初めて東京で家伝来の歌舞伎十八番物を演じたのは、翌明治8年（1875年）10月、新堀座と改名した河原崎座での「勧進帳」弁慶。

## 飛躍の時代

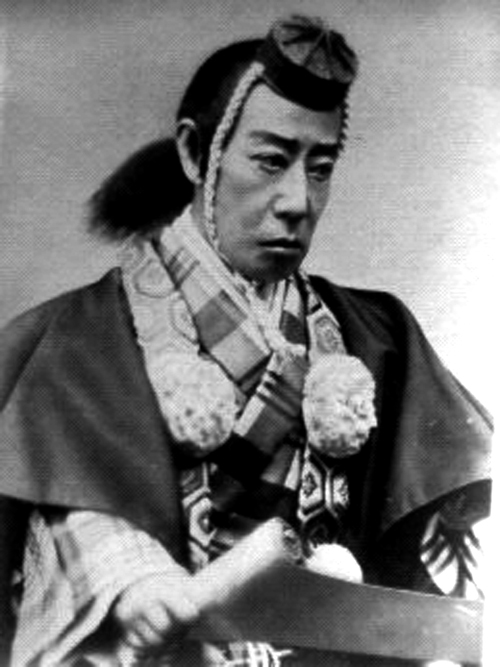
『勧進帳』の弁慶

市川宗家に戻って九代目團十郎を襲名した後も、團十郎はしばらくの間は河原崎座との縁が切れなかった。河原崎座はその名を改め新堀座となっていたが、義理の甥の八代目権之助に座元の任は重く、すぐに経営難に陥って團十郎に泣きついたのである。團十郎は結局新堀座の座元を兼ねて借財を背負わなければならなかった。だが、1876年（明治9年）に十二代目 守田勘彌に招かれて新富座に出勤した頃からようやく芸が伸び始める。お雇い外国人との交友もこの頃より生まれ、特にハインリッヒ・シーボルトとは好古会を共に開くなど深い友人となった。ハインリッヒ・シーボルトは友人のベルツなどと共に新富座に引幕を贈っている。
負債の埋め合わせのために地方回りをすることもたびたびあった。1877年（明治10年）に西南戦争が起こるとそれを題材とした『西南雲晴朝東風』で西郷隆盛を演じ、大当たりした。
1885年（明治18年）、蜂須賀正韶侯爵と徳川慶喜四女の筆子の結婚披露宴で、多くの招待客を前に歌舞伎を披露した。
文明開化の時代にあって、1886年（明治19年）に学者や政治家が集まった演劇改良会による演劇改良運動が起こり、従来の荒唐無稽な歌舞伎への反省から歌舞伎の革新を志し、団十郎も学術関係者や文化人と組んで時代考証を重視した演劇に取り組んだ。海外の演劇事情を知るため、欧米視察も考えた。これがやがて「活歴」と呼ばれるようになる一連の演目を世に出すことになった。しかし観客の支持は得られず、興行的には散々だった。それ以降は古典作品の型の整備に取り組んだ。

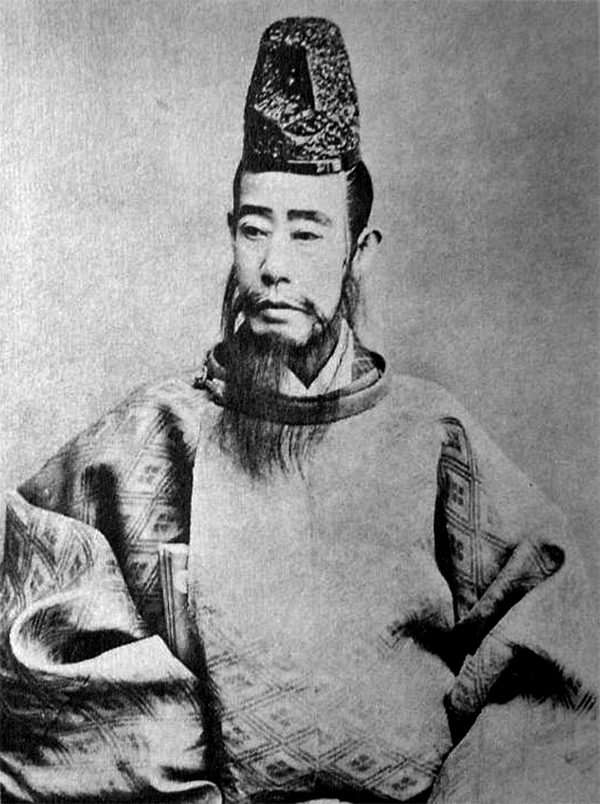
『牡丹平家譚』（重盛諫言）の平重盛

1887年（明治20年）には友人のハインリッヒ・シーボルトの勧めもあり、演劇改良運動の一環として、明治天皇の御前で初の天覧歌舞伎を催すという栄誉に浴し、『勧進帳』の弁慶などを務めた。この天覧歌舞伎は外務大臣・井上馨邸で開催されたが、九代目は井上のほかにも演劇改良会を通じて伊藤博文や松方正義などの元老とも交流を持ち、歌舞伎俳優の社会的地位の向上につとめた。
1889年（明治22年）、歌舞伎座が開場、先任者の守田勘彌は座頭に九代目を招いた。ここでも活歴を演じたため客足が伸びず、おっぺけぺー節で一世を風靡していた川上音次郎の一座が歌舞伎座を使うこととなり、九代目は明治座に退いた。音二郎一座が海外公演に出たのち再び歌舞伎座に招かれた際には、川上に汚された舞台に鉋をかけることを要求したという。活歴を諦め再び歌舞伎に立ち戻った九代目は1893年（明治26年）に『勧進帳』で人気を回復。この頃から九代目は五代目 尾上菊五郎・初代 市川左團次らとともに東京の劇界を盛り上げ、「團菊左」と呼ばれる明治歌舞伎の黄金時代を築いた。またこの時期に作者・河竹黙阿弥を得て『北条九代名家功』（高時）、『極付幡随長兵衛』（湯殿の長兵衛）、『天衣紛上野初花』（河内山）、『船弁慶』、『大森彦七』などを完成し、また福地桜痴と組んで『春興鏡獅子』『侠客春雨傘』などを創り上げるなど、数多くの名作を残した。また父・七代目の撰した「歌舞伎十八番」18種を補足するかたちで、自らの得意芸を多く盛り込んだ「新歌舞伎十八番」32〜40種も撰している。
一方で『娘道成寺』の白拍子花子をオルガンやバイオリンの伴奏で務めたりして、最後まで新しい歌舞伎を追求していた。後進の指導にもあたり、十五代目 市村羽左衛門、五代目 中村歌右衛門、初代 中村鴈治郎、七代目 松本幸四郎、六代目 尾上菊五郎、初代 中村吉右衛門などの有望な若手を育てた。

## 晩年と芸風

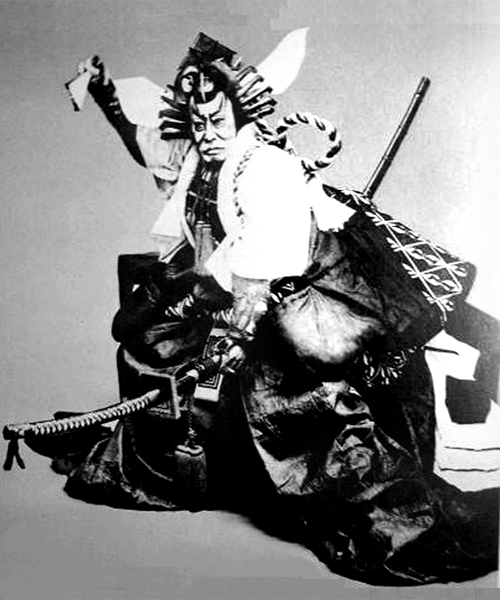
『暫』の鎌倉権五郎。初代團十郎が考案した元禄見得をおこなった場面

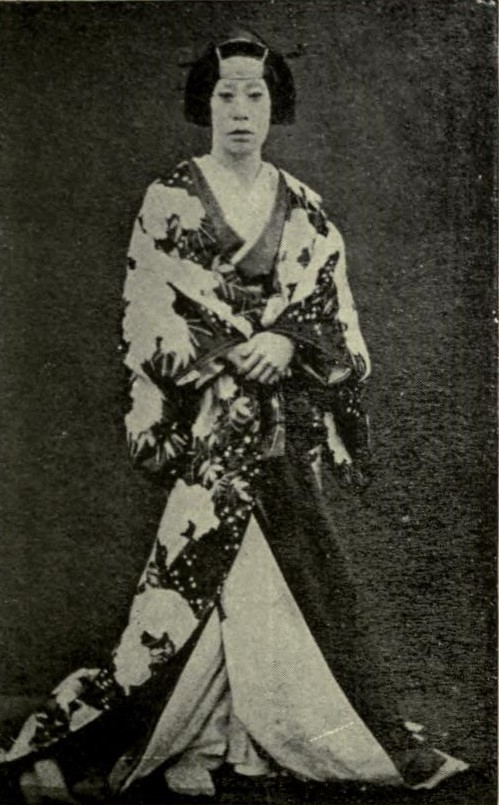
女形

活歴を諦めて古典に回帰した團十郎は歌舞伎座を根城に菊五郎と共に円熟した舞台を見せていたが明治31年6月の明治座で演技中に転倒して腰を打って以降次第に体力に衰えを見え始めるようになっていたがそれでも明治32年に勧進帳の弁慶、鈴ヶ森の幡随長兵衛、明治33年には馬盥の武智光秀、仮名手本忠臣蔵の大星由良之助などの大役を次々と演じては見物を圧倒させる演技力を見せていた。
そして互いに明治歌舞伎を双翼を担った五代目菊五郎が1903年（明治36年）2月18日に亡くなり、團十郎は健康に優れない老体に鞭を打ちながら菊五郎の遺児である尾上榮三郎、尾上丑之助、尾上英造の梅幸、菊五郎、榮三郎の同時襲名を3月の歌舞伎座で行った。團十郎の最後の舞台は同年5月の歌舞伎座で、弟子である染五郎の市川高麗蔵襲名披露における福地桜痴作『春日局』の春日局、家康二役となった。その後は舞台を休み茅ケ崎の別荘で療養生活を送っていたが次第に健康は悪化の一途を辿り9月13日午後3時15分、持病の腎不全による尿毒症に肺炎を併発し、茅ヶ崎の別荘・孤松庵にて死去。市村家橘の15世市村羽左衛門襲名披露興行が翌10月、歌舞伎座で予定されており、團十郎は口上のほか、「一谷嫩軍記」の熊谷、桜痴の新作活歴「小楠公」に出演予定であったが、ついに再起はならなかった。なお、通夜の際、デスマスク制作がます夫人（1931年没）に許可されなかったため、代わりに急遽、洋画家・長原止水がガラス張りの棺越しに死に顔をスケッチし、それが後日、三木竹二主催の演劇雑誌「歌舞伎」の口絵を飾ったほか、死装束で横たわった團十郎を、五代目菊五郎ほか先に死んだ多くの先輩、後輩、友人、芸界関係者の霊が迎えに来ている構図の「死絵」も発売された。葬儀は川上音二郎が一切を取り仕切り、関係者に感謝された。墓所は青山墓地にある。
九代目は、荒事から和事、立役から女形と、幅広い役柄をこなし、舞踊に秀で、その所作も口跡も優れたものだった。『仮名手本忠臣蔵』の大星由良助、『勧進帳』の弁慶、『博多小女郎浪枕』の毛剃、『暫』の鎌倉権五郎、『助六所縁江戸櫻』の花川戸助六、『天衣紛上野初花』の河内山宗俊、『侠客春雨傘』の大口屋暁雨、『菅原伝授手習鑑』の菅丞相・松王丸・武部源蔵、『一谷嫩軍記』の熊谷直実、『増補桃山譚』の加藤清正、『伽羅先代萩』の仁木弾正・政岡・荒獅子男之助、『鏡山旧錦絵』の岩藤、『本朝廿四孝』の八重垣姫、『妹背山婦女庭訓』の大判事・お三輪、『鬼一法眼三略巻・菊畑』の鬼一。舞踊では『鏡獅子』『素襖落』など、当り役も数多い。これらの演目のほとんどで、九代目が完成した型が今日の演出の手本となっている。
見た目の派手さよりも内面性を重視した演技で、役になりきるばかりか、その精神までを押さえた写実的な巧さには　多くの逸話や証言がある。一例をあげれば、多くの舞台を同じくした中村鷺助の証言に、五代目菊五郎が殿様役で出ても、あくまで芝居流に頭を下げるが、團十郎が殿様に出て「『皆の者、毎日の出仕大儀ぢやなう』と言葉をかけられると、これは何だか、本当のご主君に礼を言って貰ったやうな心地がして、『ハゝア』と自然に頭が下がる。」というのが残されている。
謹厳実直な性格だが、釣りを唯一の趣味とし、そのために別荘を茅ヶ崎に置いた程である。それでも釣りの服装は白木綿の手甲脚絆に目ばかり頭巾と定め、船中でも背筋を伸ばして釣りをするなど芸の修養として見ていた。船に乗り合わせた弟子たちが思い思いの姿勢で釣りをしていると「針一つ垂れるにも、端座しなければお前たちの姿勢を魚が侮るぜ。舞台に立つ時も同じだ。踊るにも釣りをするにも、その姿がきちんとしていなければ、その芸も魚も君たちの心のままにならないよ。気をつけなさい。」と説教した。晩年はそのほかに猟銃による鳥撃ちも趣味に加わったらしく、茅ヶ崎の別荘に預けられた丑之助時代の六代目菊五郎が、團十郎の猟銃を勝手に持ち出して雁を仕留め、それがばれて大目玉を喰らったが、説教の最後に「ところで、その雁はどこにいた？」と聞かれたという、ユーモラスなおちが伝わっていた。
なお九代目が五代目菊五郎とつとめた『紅葉狩』は記録映画に残され、今日でもその芸を見ることができる。

## 家族と後継者

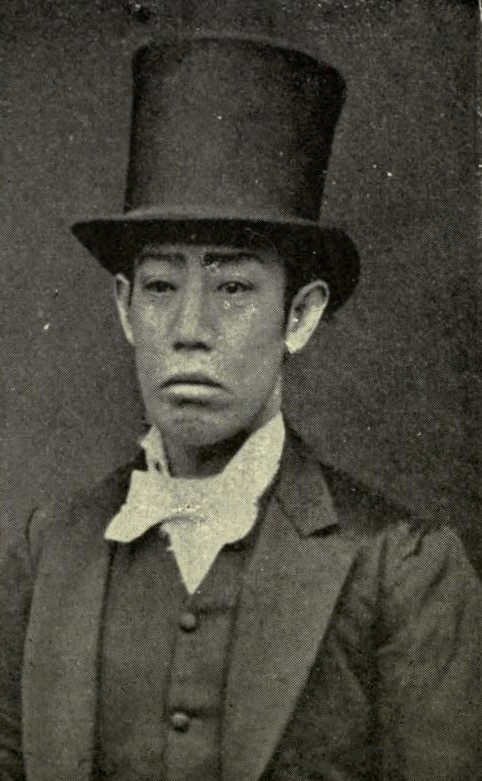
洋装の団十郎

九代目は、明治歌舞伎の頂点にあって「劇聖」とまで謳われ、その存在はそれ自体が歌舞伎を体現するほど神格化されたものだったが、自らの後継者となると最後まで恵まれず、そして悩まされた。

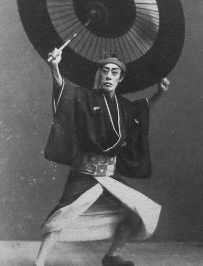
九代目が務めた最後の『助六』、1896年（明治29年）5月歌舞伎座

男子だけでも5男を儲けた子福者の父・七代目とは対照的に、九代目が授かったのは2女のみだった。そこで九代目は門人ながら早くから「天才」と呼ばれてその資質を見せていた五代目市川新蔵を養子とし、これを手塩にかけて育成して成田屋のお家芸を伝えていた。新蔵もその期待に応えて芸を伸ばし、自然周囲からも「いずれは十代目團十郎」と期待されるようになっていった。
九代目が二人の娘に結婚を急がさず、むしろ梨園の外の知識人と自由に恋愛することを推奨するという、当時としては仰天するほど進歩的な考え方を持っていたのも、この新蔵が控えていてくれたからに他ならなかった。
ところが1897年（明治30年）、その新蔵が37歳で急死するという痛恨事に見舞われる。眼病で片目を失明、眼帯をかけながら舞台を務めていたが、病状は快方に向かうことなく力尽きてしまったのである。九代目の落胆ぶりは並大抵ではなかった。
それでもあえて長女の二代目 市川翠扇には恋愛結婚を許した。日本橋の商家に生れ、慶應義塾に学び、日本通商銀行に就職した稲延福三郎というサラリーマンであった。しかもこれを婿養子に取るとまでいう。福三郎は一介の銀行員だったが、その父はやがて東京市会議員になるほどの地元の名士で、福三郎の陽性な性格の中にもそうした育ちの良さが感じられた。しかもなかなかの勉強家で、書画骨董の素養もあり、話題に豊富な文化人だった。そしてなによりも、長女の良き伴侶として文句の付けようがない夫だった。
稲延福三郎が堀越福三郎として市川宗家に婿養子に入った2年後、團十郎はついに後継者の件についてはなんら手を打つことなく、静かにこの世を去った。

## 甦る團十郎

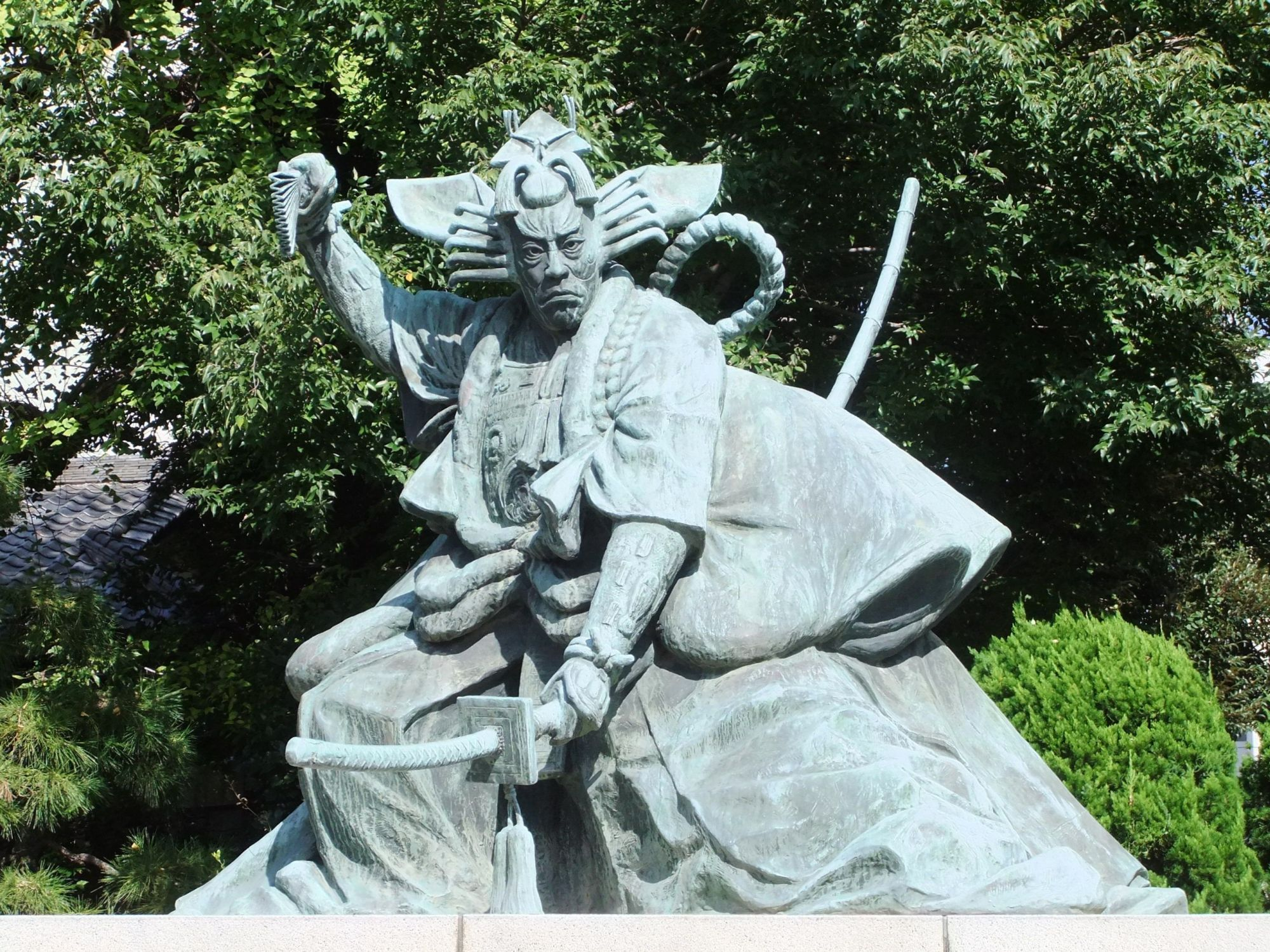
九代目の鎌倉権五郎像

九代目の死から59年を経た1962年（昭和37年）、弟子である七代目松本幸四郎の長男で市川宗家に養子に入っていた九代目市川海老蔵が十一代目市川團十郎を襲名（十代目團十郎は、宗家に婿養子で入った後、歌舞伎役者市川三升となった福三郎に対し没後追贈されていた）、ここに團十郎の大名跡が復活するが、十一代目は襲名後わずか3年で癌に倒れてしまう。その長男・十代目市川海老蔵が十二代目市川團十郎を襲名したのは、それからさらに20年を経た1985年（昭和60年）のことだった。
一方、九代目の死から16年経った1919年（大正8年）、浅草浅草寺境内に『暫』の鎌倉権五郎をつとめる九代目の銅像が建てられた。明治23年、浅草座で芝居をしていた浅草生まれの澤村訥子が歌舞伎座出演をすると知ると「緞帳芝居の役者が出るとは沽券に関わる」としてオミットした故事を知る人は眉を顰める向きもあった。この銅像は第二次世界大戦中の昭和19年（1944年）に金属供出で失われたが、それから42年を経た1986年（昭和61年）、十二代目團十郎の襲名を機に復元され、旧地に建て直されている。

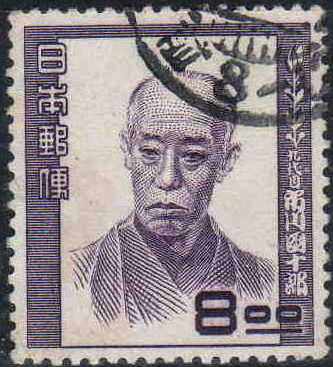
1950年（昭和25年）文化人切手

## 九代目の肉声
九代目の肉声を記録した音盤の類は、今日現存しない。ただ、エジソンの蓄音器が初めて浅草・奥山の花屋敷で見世物に出された1890年（明治23年）7月、同月22日付けの読売新聞に「此の蓄音器には西洋音楽を吹き込みあるが（中略）團十郎、菊五郎等の名優は此の頃同所へ行きて何か芝居の物語りを吹込む由」という記事があり、團菊両優が好奇心で奥山へ蓄音器見物に行き、即席に演目は不明ながら、歌舞伎のセリフを初期の蝋管レコードに吹き込み、それが公開されたことは確かなようである。さらにその9年後の1899年（明治32年）、「紅葉狩」の映画が撮影された年の4月、歌舞伎座の本興行で「勧進帳」を演じ終えたばかりの團十郎が、翌5月、菊五郎始め「勧進帳」で共演した主な役者を築地の自宅に集め、一幕をそっくり蓄音器に録音したという記録がある。これには後日談があり、吹込みから24年後、團菊左とも既にこの世にない1923年（大正12年）3月26日付けの都新聞に、市川家にまだ残っていたその蝋管レコードを、日本蓄音器商会（ニッチク=日本コロムビアの前身）が改めて当時最新のSPレコードに吹き込み直しているという記事が掲載された。ただ、それ以後の続報は一切なく、原盤がどうなったのかも不明のままである。
なお、演劇評論家の渡辺保によれば、自身がかつて所有していた初代三遊亭圓右による九代目の声色のSPレコード（「白浪五人男」の日本駄右衛門）を聞いた印象として、「決して美声ではなく」、「ドスの利いた低音で声量があり」、「堂々たる幅のあるせりふ」であったという。

## 九代目と神道
九代目までは市川家は不動明王を代々信仰していたが、実弟の八代目市川海老蔵の紹介により、神習教管長の芳村正秉と出会ったことにより、神道へ改宗。これ以降、市川家はすべて神式で祭事を執り行うことになり、現在まで至っている。九代目團十郎には、死後に『玉垣道守彦命（たまがきみちもりひこのみこと）』の諡号が与えられた。